# Chitty Bang Bang
Cet article concerne les voitures de course. Pour les œuvres de fiction qui s'en sont inspirées, voir Chitty Chitty Bang Bang (homonymie).
Chitty Bang Bang est le surnom d'un certain nombre de célèbres voitures anglaises de courses, construites et pilotées par Louis Zborowski (1895-1924) et son ingénieur Clive Gallop dans les années 1920. Elle ont inspiré à Ian Fleming son roman Chitty Chitty Bang Bang (1964) et les adaptations au cinéma et sur scène qui en ont découlées.

## Contexte

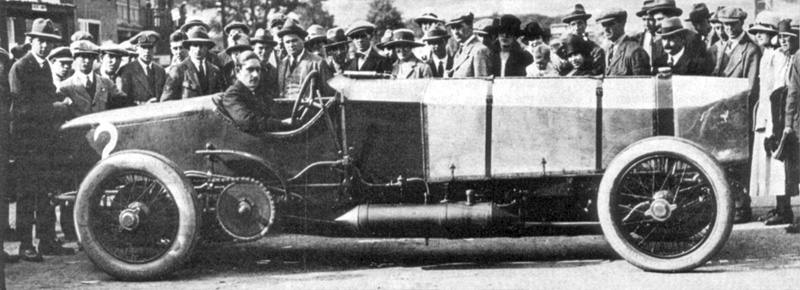
Le comte Zborowski sur Chitty Bang Bang 1 à Brooklands

Les Chittys furent construites à Canterbury dans le Kent et livrées à Higham Parc, un domaine rural appartenant au comte Zborowski, à Bridge près de Canterbury. Les voitures étaient si bruyantes que la ville de Canterbury aurait voté une loi leur interdisant de pénétrer à l'intérieur des murs de la ville. 
L'origine du nom Chitty Bang Bang est contesté, mais il pourrait avoir été inspiré par l'ingénieure en aéronautique Letitia Chitty (en), par le son de moteurs d'avion ou encore par une chanson salace de la Première Guerre mondiale[réf. nécessaire].

## Chitty
Chitty était basée sur un châssis Mercedes équipé d'un moteur d'avion six cylindres Maybach de 23 litres de cylindrée à entraînement par chaîne,. Elle remporta deux courses à ses débuts à Brooklands en 1921, arrivant en deuxième position derrière une autre voiture Zborowski dans une course de sprint à la même manifestation. Chitty avait quatre sièges et un grand tuyau d'échappement brut, afin d'égarer les handicapeurs et les spectateurs. Sa vitesse de pointe de la journée fut de 162,14 km/h.
À la sortie suivante, Chitty fut réaménagée en deux places avec un radiateur à capuchon et un échappement correctement monté. Elle atteignit près de 190 km/h à une occasion, et vit son handicap constamment réévalué. Elle s'est ensuite écrasée, sacrifiant trois doigts d'un chronométreur officiel. La voiture fut reconstruite, et passa au fils d'Arthur Conan Doyle, , mais a rapidement pris sa retraite comme voiture de course, et fut ensuite achetée pour les pièces de rechange par John Morris, le moteur Maybach étant offert à W. Boddy, rédacteur en chef de Motor Sport.

## Chitty 2
Chitty 2 avait un empattement plus court, un moteur d'avion Benz Bz.IV de 18,8 litres et une carrosserie  réalisée par Bligh Frères de Canterbury. Elle n'eut jamais autant de succès que son prédécesseur, mais a pris part à plusieurs courses sur route, y compris une expédition au Désert du Sahara en 1922. Elle devint par après la propriété du musée Crawford Auto-Aviation à Cleveland (Ohio). Elle fait maintenant partie de la collection privée de Bob Bahre à son domicile à Paris Hill (ancien manoir de Hannibal Hamlin, premier vice-président de Lincoln), dans le Maine .

## Chitty 3
Chitty 3 était basée sur une modification d'un châssis Mercedes avec un moteur d'avion Mercedes de 160 ch (120 kW) six cylindres à simple arbre à cames en tête, réglé pour produire 180 ch (130 kW). La voiture enregistra un tour de Brooklands à 181,4 km/h. Louis Zborowski l'utilisa comme voiture personnelle, et la conduisit à Stuttgart pour négocier sa participation à l'équipe de course Mercedes.

## Chitty 4

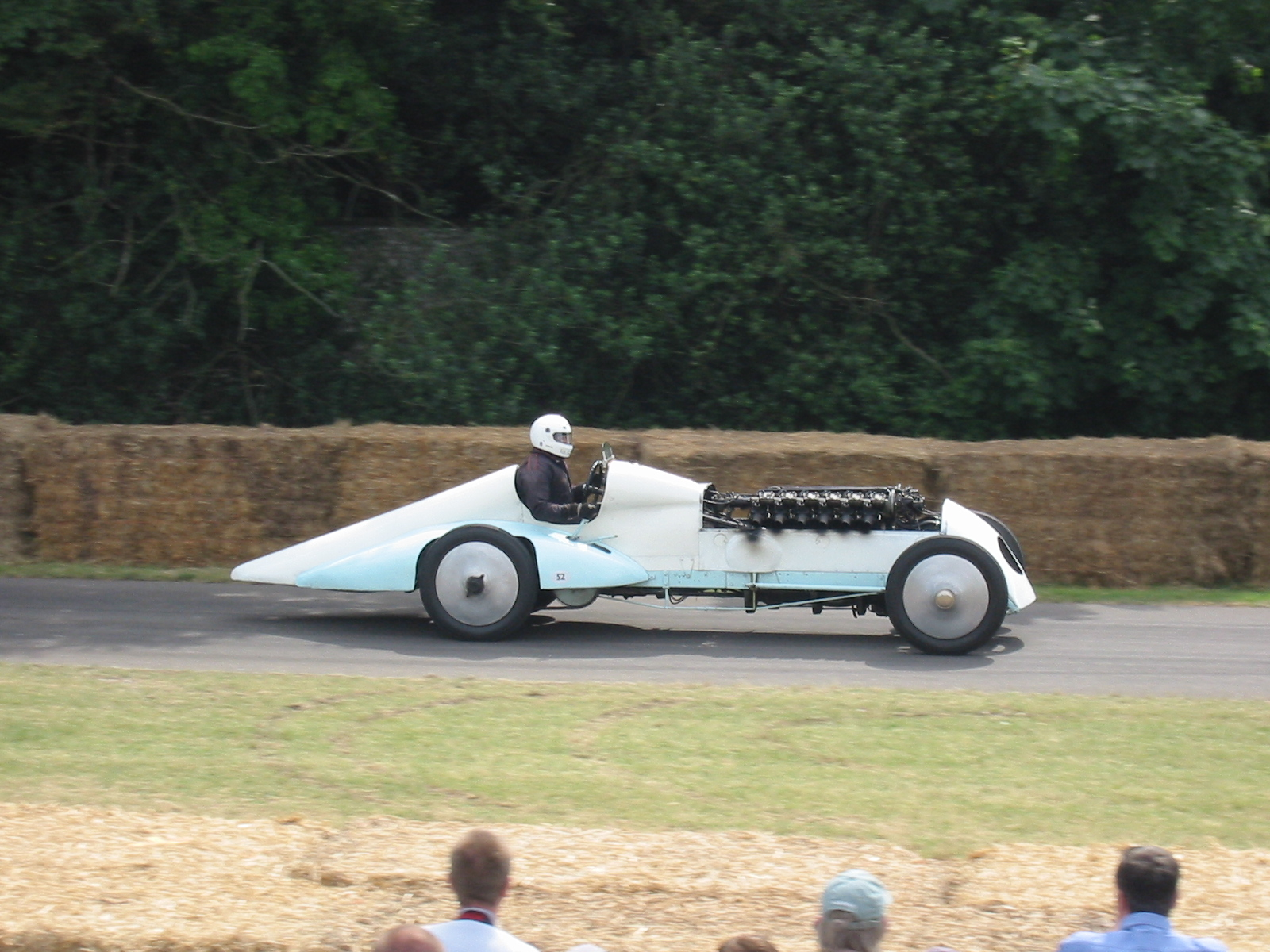
Higham Spécial, ou Chitty 4, ou Babs

Chitty 4, également connue sous le nom de Higham Spécial ou Babs, fut la plus grosse automobile conçue par Louis Zborowski. Propulsée par un moteur d'avion V12 Liberty de 27 litres de cylindrée développant 450 ch (336 kW), avec une boîte de vitesses et un entraînement par chaîne d'une Blitzen Benz d'avant-guerre, c'était la voiture de course de plus grande cylindrée jamais vue à Brooklands. Pas encore terminée au moment de la mort de Zborowski en novembre 1924, elle fut rachetée à sa succession par J. G. Parry-Thomas pour la somme de 125€, soit £6,430 aujourd'hui.
Parry-Thomas rebaptisa la voiture Babs et reconstruisit le moteur avec quatre carburateurs Zenith et des pistons à haute compression de sa propre conception. En avril 1926, Parry-Thomas utilisa la voiture pour battre des records de vitesse sur Terre à 275,23 km/h. Il fut tué dans le véhicule lors d'une tentative ultérieure, le 3 mars 1927. Babs fut enterrée à Pendine Sands au pays de Galles, et fut déterrée et restaurée en 1967, et est maintenant exposée au Pendine Musée de la Vitesse durant l'été et au Brooklands Museum au cours de l'hiver.